# 山田鬼斎
山田 鬼斎（やまだ きさい、1864年6月9日（元治元年5月6日） - 1901年（明治34年）2月20日）は、日本の彫刻家である。鬼斎は号で本名は常吉。

## 経歴・人物
越前の坂井郡（現在の福井県坂井市）に生まれる。実父は仏師であった事より、幼少の頃から彫刻を学んだ。明治維新後の1886年（明治19年）に同郷であった岡倉天心に同行して上京し、その後は天心と共に奈良にて寺院や神社に祀られている古仏の研究や宝物の調査に携わる。
後に高村光雲の助手となり、1890年（明治23年）には東京美術学校（現在の東京芸術大学）に雇われ1896年（明治29年）には同校の教授となり、彫刻の教鞭を執る。この頃に『平治物語』等、日本の歴史的な出来事をテーマにした同国の伝統彫刻の技を用いた西洋風の彫刻作品を制作し、1893年（明治26年）に開催されたシカゴ万国博覧会では鬼斎の作品が出品された。

## 主な作品
- 『楠木正成像』- 高村光雲らとの共同制作[3]。皇居前に所在[3]。
- 『平治物語図額』- 現在は東京国立博物館に所蔵[3]。
- 『大塔宮護良親王像』